# Eddie Pope
Eddie Pope, właśc. George Edward Pope (ur. 24 grudnia 1973 w Greensboro) – amerykański piłkarz występujący na pozycji obrońcy.